# 薫別岳
薫別岳（くんべつだけ）は、北海道の標津郡標津町にある標高698.8mの山である。山頂には三等三角点「薫別岳」が設置されている。

## 概要
知床連峰の海別岳から南東に伸びる支稜線の先端に位置する。
山名は南側を流れる薫別川に由来するものの、源流自体は知床連峰の主稜線上の無名峰にある。アイヌ語の「クンネペツ（黒い川）」が語源であるとされ、付近には砂鉄が多くあったという。

## 登山
山頂へ行く登山道はない。主な登頂ルートは道道1145号から金山薫別林道へ入った後最初の分岐で薫別林道へ入る。薫別林道は車両は通行できないため徒歩で進むが、途中には崩壊箇所もあるため注意が必要。林道を進むと薫別第一支線がある二ノ沢が現れ、沢を登り山頂へ至る。